# Mason Vale Cotton
Mason Vale Cotton (25 de junio de 2002) es un actor estadounidense conocido por su papel en Mujeres Desesperadas en España o Esposas desesperadas en Latinoamérica. Mason nació en San Diego (California).

## Filmografía

### Televisión
- Medium (2008), Ben Goldman (1 episode: "And Then")
- ER (2008), Brian (1 episode: "Life After Death")
- Disney Prep & Landing (2009), Timmy Terwelp (voice)
- Mujeres Desesperadas (2008-2012), Maynard 'M.J.' Delfino
- Melrose Place (2009-2010), Noah Mansini
- Mad Men (2012), Bobby Draper

### Film
- A Dennis the Menace Christmas (2007), a futuristic boy.
- The Spleenectomy (2008), Casper
- Radio Free Albemuth (2009), Ezra
- Snake and Mongoose (2013), Tomy
- Hey Arnold!: The Jungle Movie (2017), Arnold (voz)